# Handroanthus chrysanthus

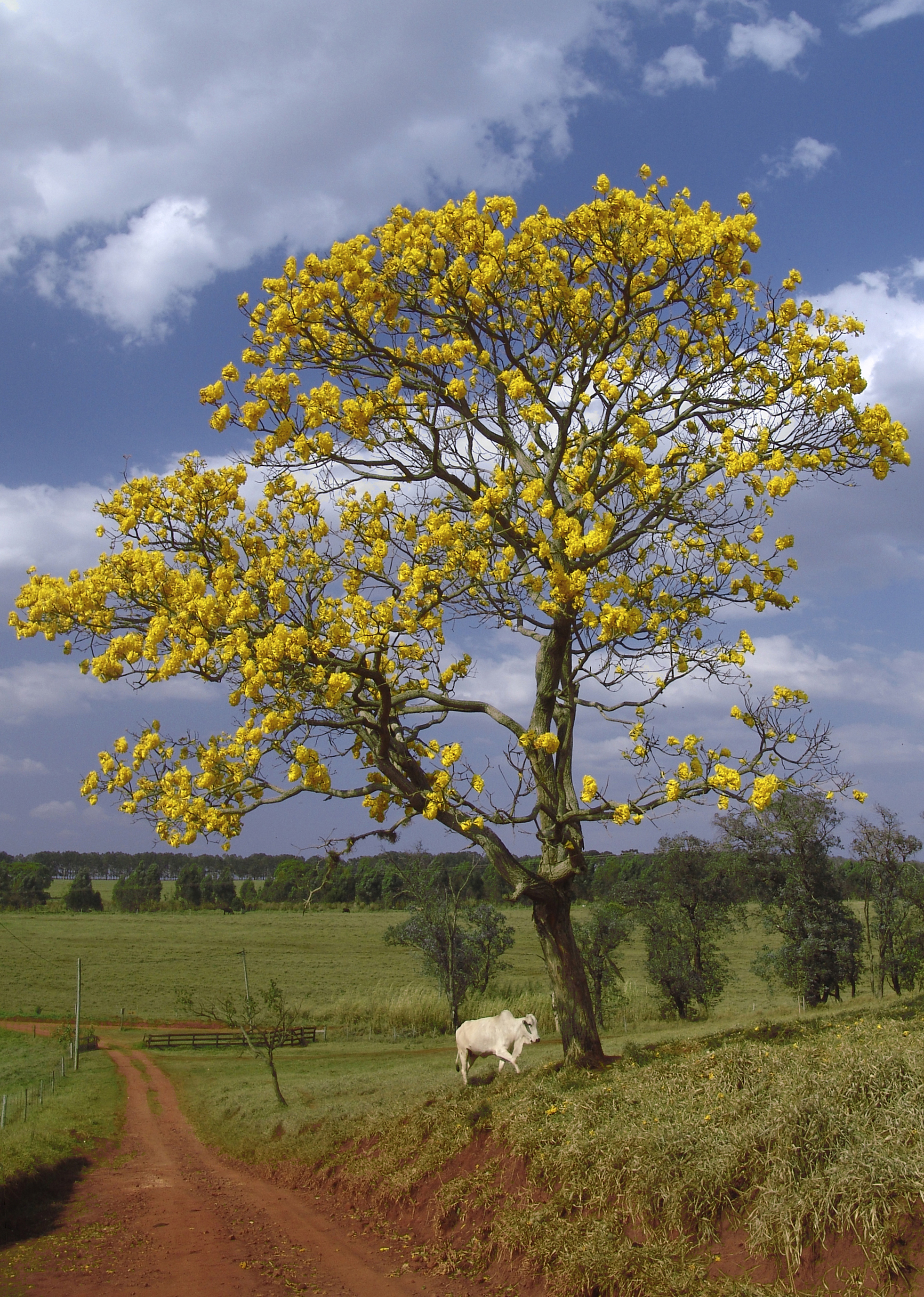
Handroanthus chrysotrichus uma espécie semelhante no Brasil.

Handroanthus chrysanthus (araguaney ou ipê amarelo), anteriormente classificado como Tabebuia chrysantha, também conhecido como araguaney na Venezuela, como guayacán na Colômbia, como chonta quiru no Peru, no Panamá e no Equador, como tajibo na Bolívia e como ipê amarelo no Brasil, é uma árvore nativa das florestas tropicais caducifólias intertropicais da América do Sul acima do Trópico de Capricórnio. Em 29 de maio de 1948, o Handroanthus chrysanthus foi declarado a Árvore Nacional da Venezuela devido ao seu status como uma espécie nativa emblemática de extraordinária beleza. Seu amarelo profundo se assemelha ao da bandeira venezuelana.

## Designação
Chrysantha deriva de duas palavras gregas, χρῡσ-ός ouro + ἄνθεµον flor. Araguaney parece derivar de "aravenei", a antiga palavra pela qual o povo Kalina (Caribes) designava esta árvore.

## Habitat
O araguaney é encontrado em clareiras de florestas tropicais caducifólias da ampla região do Escudo das Guianas.
É também nativo de terras quentes e savanas (da Via Oriente a El Guapo, Cupira e Uchire) e até mesmo em algumas colinas áridas (Mampote, Guarenas, Guatire e Caucagua). Seu habitat varia de 400 a 1700m acima do nível do mar.

## Descrição
É uma árvore rústica de folhas caducas que desafia solos duros, secos ou pobres. Portanto, suas raízes requerem terreno bem drenado. Sua altura varia de 6 a 12m. As folhas são opostas e pecioladas, elípticas e lanceoladas, com nervuras pinadas. As flores são grandes, em forma de tubo, com corola alargada de cor amarela profunda, cerca de 2 polegadas de comprimento; elas surgem (de fevereiro a abril) antes que a árvore tenha crescido alguma folha. O fruto consiste em uma cápsula deiscente muitas vezes madura no final da estação seca. É uma árvore de crescimento lento, mas duradoura.
Como mencionado, a floração e frutificação ocorrem na estação seca, de fevereiro a abril, dessa forma as sementes podem aproveitar as primeiras chuvas. Se a estação das chuvas for atrasada, o araguaney pode florescer e frutificar, de forma leve, uma segunda vez. É um gerenciador de umidade altamente eficiente. Como acontece com a manga, as funções biológicas do araguaney que requerem mais água ocorrem precisamente durante a estação seca.